# Đặng Văn Sinh
Đặng Văn Sinh (sinh năm 1959) là một thiếu tướng về hưu của lực lượng Công an nhân dân Việt Nam. Ông nguyên là Giám đốc Công an tỉnh Nam Định.

## Thân thế sự nghiệp
Đặng Văn Sinh sinh năm 1959, quê quán tại xã Nam Lợi, huyện Nam Trực, tỉnh Nam Định.
Năm 2005, ông làm Phó Giám đốc Công an tỉnh Nam Định.
Ngày 28 tháng 9 năm 2010 ông được bổ nhiệm giữ chức vụ Giám đốc Công an tỉnh Nam Định thay thiếu tướng Phan Văn Vĩnh. Thiếu tướng Vĩnh được bổ nhiêm giữ chức vụ Phó Tổng cục trưởng Tổng cục Cảnh sát, Bộ Công an Việt Nam.
Ngày 27 tháng 3 năm 2019, ông nghỉ hưu. Thay ông giữ chức vụ Giám đốc Công an tỉnh Nam Định là Đại tá Phạm Văn Long, sinh năm 1966, Phó bí thư Đảng ủy, Phó Giám đốc phụ trách Công an tỉnh Nam Định.

## Lịch sử thụ phong quân hàm
- Đại tá
- Thiếu tướng (2013)[3][4]